# إس. أ. رحيم
إس. أ. رحيم هو دبلوماسي وسياسي سريلانكي، ولد في 9 أغسطس 1921، وتوفي في 1989. نشط حزبياً في الحزب الوطني المتحد. وقد انتخب عضو برلمان سريلانكا ‏.